# 蔡杰燊
蔡杰燊（1990年—），原名為蔡柏威，中華民國警察。

## 生平
2012年，警察專科學校第二十八期畢業後分發至三重分局光明派出所，到職後狀況不斷曾因染紅髮被長官緊盯警告，更因平日飲酒問題及涉足不正當場所遭警局列管。
2015年，蔡柏威任職於新北市政府警察局中和分局秀山派出所時，與同仁查獲大麻、K他命、粉狀一粒眠。同年，也與警員許智喬等人協助辦案。
2017年8月15日台北地方法院審理，蔡柏威因犯「利用職務強制性交罪」罪證確鑿，判處4年6月有期徒刑，仍可上訴。新北市政府警察局汐止分局表示，將召開考績會將蔡員停職；新北市政府警察局表示，如不上訴，將予以免職處分。
2017年12月28日二審維持原判。若定讞將免職。

## 家庭
蔡杰燊的妻子和父母都住在花蓮縣，並育有三女一男。

## 爭議事件

### 性騷擾同事的老婆
2012年12月1日，蔡柏威約同僚已懷孕的妻子，以假借投資名義出來並襲胸遭到提出告訴；雖然事後由其父親以新臺幣30萬元和解，但警察局內的督察組已主動介入此事件中調查，並將他以強制猥褻罪嫌函送法辦，被害人因和解而撤告檢察官下不起訴處分。和解後蔡柏威竟開始在外到處放話，稱他遭仙人跳使受害者一度動過輕生念頭，幸遭親友勸阻才未釀悲劇。 

### 性侵檢舉民眾
在2015年5月6日，蔡柏威受理一名27歲周姓女子檢舉陳姓藥頭的案件，晚間9時許做完筆錄後假借查案需要取得周姓女子電話且加其為LINE好友，隨即發送「我想說妳可以拍照說這個是跟他拿」、「是否一個人單獨在家」、「妳到家了嗎」等多封訊息。隔日凌晨1時多在周姓女子多次拒絕通話、外出聊天後，以當面談論檢舉案件內容為由透過line通話的方式邀約周姓女子於住處附近之網咖外見面
，隨後以外面風大、不方便談論檢舉案件內容，要求前往周姓女子住處談論檢舉案件，在進入住處後先是強迫發生性關係不成，改為強逼口交，並將沾上精液的衛生紙放入其自備之塑膠袋後才離開。周姓女子擔心遭騷擾在案發3個月後搬離住處才去報案，督察單位約談蔡員，蔡男聲稱是雙方兩情相悅，但仍依妨害性自主罪嫌移送法辦，並被中和第一分局記2小過、調職汐止分局。因蔡杰燊以100萬元與女方和解，在臺灣臺北地方法院檢察署首度偵辦時，被害人未出庭，而以罪嫌不足為由不起訴。臺灣高等法院檢察署收到不起訴書後認為案情有疑，將全案發回臺灣臺北地方法院檢察署重啟偵查，這次被害人拿出100萬元的和解書，蔡杰燊被依利用職務強制性交罪起訴。
2016年8月15日，臺灣臺北地方法院審理時，蔡傑燊聲稱與周姓女子是兩情相悅，且辯護人也表示周姓女子於案發時已是成熟女性，答應蔡傑燊至住處，意謂知悉可能會發生親密行為，雙方應是兩情相悅。惟法官查看LINE對話紀錄翻拍照，可見蔡傑燊於周姓女子向其檢舉案件後未久，即以LINE主動與A女聯繫，詢問周姓女子之私生活，並使用LINE語音通話功能撥話給周姓女子，經周姓女子婉拒與被告通話，蔡傑燊仍一再表示欲通話之意願，周姓女子始予以接聽。實難以想像周姓女子於上開訊息傳送後不到1小時內之時間，即自願同意發生親密行為。認定構成公務員假借職務上機會犯強制性交罪，判決有期徒刑4年6個月。
2016年12月28日，臺灣高等法院維持第一審判決，駁回上訴。
2018年8月15日，最高法院維持第一審判決，駁回上訴。

### 控告新聞媒體報導不實
2016年1月3日，蘋果日報以刊載標題為「淫警性侵報案女」的報導，內容提及蔡杰燊性侵報案周女、性騷擾同事妻子並將姓名及照片公開於新聞中，蔡杰燊認為兩事件在出刊前已分別獲地檢署不起訴，認為名譽權嚴重受損而提告。蘋果日報表示在報導前已經先秀山派出所所長、中和第一分局副分局長等進行查證且無法得知其已受不起訴處分。
2016年6月23日，臺灣士林地方法院認為蘋果日報未告知進行查證之受僱記者姓名為何、提出進行查證之歷程事證、向蔡杰燊求證，且疑似性侵報案周女不起訴處分已於去年12月21刊出此報導前作成，難認報導前已盡合理查證義務。故判賠新臺幣50萬元，並須登報道歉。蘋果日報隨後提起上訴。
2017年1月11日，臺灣高等法院查明性騷擾同事的老婆之所以不起訴，原因在於所涉罪行為為告訴乃論罪，因與受害者嗣後達成和解才撤銷告訴，和報導內容相符；性侵報案周女之所以獲不起訴處分，則因第一次移送地檢署時資料不足所致，且司法院公務員懲戒委員會105年度鑑字第13692號議決書亦載明有其至檢舉人住處，並撫摸檢舉人胸部及要求口交之不當行為而予以懲戒，難認有報導不實。新聞媒體報導前，非必有機會向相關人士本人親自查證，其是否已盡合理查證義務，難僅以未向被報導之人查證，即謂未盡合理查證義務。故廢棄改判，駁回賠償之請求。